# An Vĩ
An Vĩ là một xã thuộc huyện Khoái Châu, tỉnh Hưng Yên, Việt Nam.

## Địa lý
Xã An Vĩ nằm giáp trung tâm huyện Khoái Châu, có vị trí địa lý:
- Phía đông giáp xã Dân Tiến
- Phía tây giáp xã Hàm Tử
- Phía nam giáp thị trấn Khoái Châu
- Phía bắc giáp xã Ông Đình.

Xã An Vĩ có diện tích 5,03 km², dân số năm 2019 là 7.094 người, mật độ dân số đạt 1.410 người/km²

## Hành chính
Xã An Vĩ được chia thành 4 thôn: An Thái, Hạ, Thượng, Trung.

## Lịch sử
Trước đây, An Vĩ là một xã thuộc huyện Châu Giang cũ.
Ngày 24 tháng 9 năm 1997, Chính phủ ban hành Nghị định 102-CP về việc thành lập thị trấn Khoái Châu trên cơ sở điều chỉnh 10,13 ha diện tích tự nhiên của xã An Vĩ.
Sau khi điều chỉnh địa giới hành chính, xã An Vĩ có 486,43 ha diện tích tự nhiên và 6.700 nhân khẩu.
Ngày 24 tháng 7 năm 1999, Chính phủ ban hành Nghị định số 60/1999/NĐ-CP về việc chuyển An Vĩ thuộc huyện Châu Giang cũ chuyển về huyện Khoái Châu mới tái lập quản lý.